# 박희수 (1921년)
박희수(1921년 12월 28일~1962년 11월 27일)는 대한민국의 정치인이다. 제5대 국회의원을 지냈다.

## 역대 선거 결과
|  | 25.70% |

|  | 37.28% |